# Maurice Fouchet
Maurice Nicolas Lucien Marie Fouchet (* 26. Januar 1873 in Paris; † 1924 in Kabul) war ein französischer Diplomat.

## Leben
Maurice Fouchet studierte Rechtswissenschaft und Philologie. 1912 war er Gesandtschaftssekretär in Kairo. Ab dem 1. Oktober 1919 war er Ministerresident in Asunción. Vom 3. April 1920 bis 1921 war er Alliierter Hochkommissar in Budapest. Er setzte den Vertrag von Trianon durch und verhandelte mit Miklós Horthy über die Öffnung der ungarischen Staatsbahnen, der Instandsetzungswerkstätten, der Schifffahrt auf der Donau und der Magyar Hitelbank Rt für französische Investoren sowie den Bau eines Donauhafens durch das Unternehmen von Eugène Schneider aus Le Creusot.
Vom 26. September 1923 bis zu seinem Ableben fungierte Fouchet als Gesandter in Kabul.

## Schriften
- Notes sur L’Afghanistan, Paris, Éditions Maisonneuve Frères, 1931 (postum).

## Links
- Bérangère Lebecq: Inventaire sommaire des archives de Maurice FOUCHET (1873–1924), diplomatie.gouv.fr 2013.
- Fotografie Fouchets in Kabul (Datum unbekannt)